# Black Milk
Black Milk, de son vrai nom Curtis Cross, né le 14 août 1983 à Détroit, dans le Michigan, est un rappeur et producteur de musique américain.

## Biographie

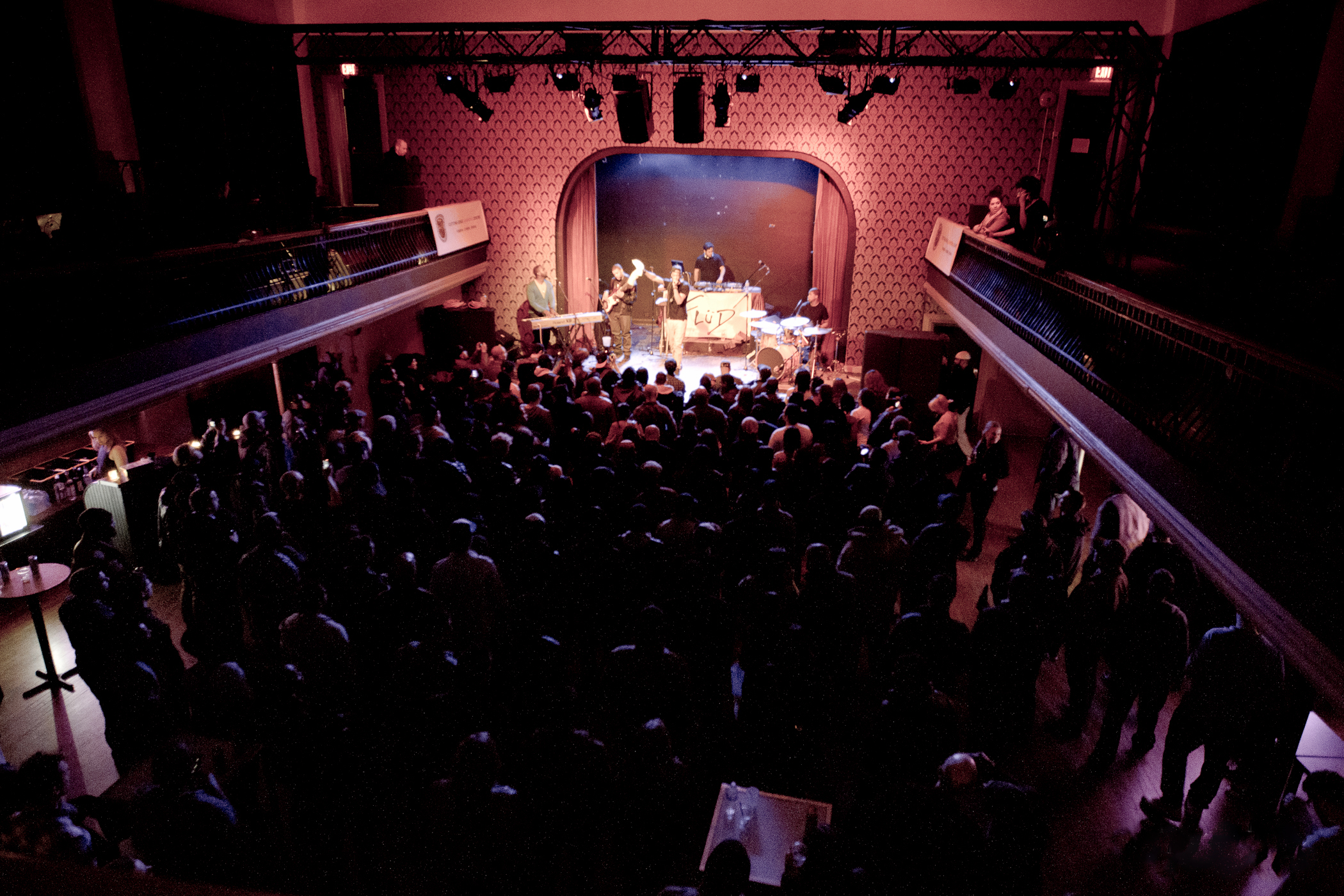
Black Milk sur scène à Toronto en 2012.

En plus de Slum Village, Black Milk a travaillé avec J Dilla, Elzhi, Phat Kat, Frank-n-Dank, Lloyd Banks, Canibus et Pharoahe Monch, et assuré la plupart des productions d'Olio: The Mixtape de T3 en 2006.
En 2004, il forme le groupe B.R. Gunna avec Young RJ et Fat Ray, et ensemble ils publient Dirty District: Vol. 2, une suite de la mixtape Dirty District publiée par Slum Village en 2001. L'année suivante, en 2005, Black Milk publie son premier album solo, Sound of the City Volume 1. En 2006, il signe un contrat avec Fat Beats Records, label distribué par Koch Entertainment. Le 21 novembre de la même année, il publie un EP, Broken Wax. Le 13 mars 2007, il publie son deuxième album, Popular Demand,.
En janvier 2008, Black Milk publie avec Bishop Lamont une mixtape intitulée Caltroit qui est nommée aux 11th Annual Justo Mixtape Awards, dans la catégorie « meilleure mixtape hip-hop ». Le 4 mars 2008, il publie avec Fat Ray un album intitulé The Set Up, et le 28 octobre 2008 sort son troisième album studio, Tronic. La même année, il produit également la plupart de titres de l'album d'Elzhi, The Preface. En 2009, Black Milk produit de nouveau quatre morceaux sur The Leftovers Unmixedtape d'Elzhi. Le 25 décembre de la même année, il présente Keep Going, le premier single de son album à venir, suivi de deux autres, Welcome (Gotta Go) et Deadly Medley avec Royce da 5'9" et Elzhi en featuring.
Album of the Year est publié le 14 septembre 2010 chez Fat Beats et Decon. L'album atteint la 136e place du Billboard 200. En mars 2011, Black Milk et Jack White publient un single en collaboration, Brain / Royal Mega. Le 15 octobre 2013, Black Milk publie un nouvel album intitulé No Poison No Paradise, qui fait participer Black Thought of The Roots, Mel, Robert Glasper, Dwele, Quelle Chris, Ab and Tone Trezure, ainsi que Will Sessions à la production.
Le 4 mars 2014, Black Milk publie un EP auto-produit intitulé Glitches In The Break. Le projet contient neuf chansons inédites et fait participer Guilty Simpson et Fat Ray. Une édition en format vinyle de l'EP est publié samedi 19 avril la même année.

## Style musical et influences
Les influences majeures de Black Milk sont Easy Mo Bee, Pete Rock, Questlove, A Tribe Called Quest, De La Soul et surtout J Dilla, pour le côté soul et les beats jazzy.

## Discographie

### Albums studio
- 2005 : Sound of the City Volume 1
- 2007 : Popular Demand
- 2008 : Tronic
- 2010 : Album of the Year
- 2013 : No Poison No Paradise
- 2014 : If There's a Hell Below
- 2018 : Fever
- 2023 : Everybody Good?

### EPs
- 2006 : Broken Wax
- 2019 : DiVE

### Albums collaboratifs
- 2004 : Dirty District Vol. 2 (avec Young RJ sous le nom B.R. Gunna)
- 2008 : Caltroit (avec Bishop Lamont)
- 2008 : The Set Up (avec Fat Ray)
- 2008 : The Preface (avec Elzhi)
- 2011 : Random Axe (avec Sean Price et Guilty Simpson sous le nom Random Axe)
- 2011 : Black and Brown! (avec Danny Brown)